# Komunistická strana Čech a Moravy
Die Komunistická strana Čech a Moravy (KSČM), deutsch Kommunistische Partei Böhmens und Mährens, ist eine politische Partei in der Tschechischen Republik. Die Vorsitzende der Partei ist Kateřina Konečná. In der Europäischen Linkspartei besitzt die KSČM Beobachterstatus.
Von allen Parteien Tschechiens steht die KSČM am weitesten links. Sie nimmt für sich in Anspruch, im Sinne des Sozialismus bzw. einer linken Politik die Interessen der sozial Schwachen zu vertreten, und tritt für soziale Gerechtigkeit und eine gleiche Verteilung von Vermögen ein. Andrej Zaslove stuft sie als linkspopulistisch ein. Die KSČM setzt sich für eine stärkere Involvierung des Staates in die Wirtschaft ein. Ihr Parteiprogramm sieht eine Vergesellschaftung der Schlüsselsegmente der Wirtschaft (Bank-, Verkehrs-, Fernmeldewesen, Energieversorgung, Bergbau usw.) vor. Die Partei ist ein Gegner der tschechischen NATO-Mitgliedschaft und begreift die Intervention der Alliierten im ehemaligen Jugoslawien als Aggression. Die EU-Mitgliedschaft der Tschechischen Republik ist innerhalb der Partei umstritten.
Auch wenn die Mitgliederzahl seit 1989 kontinuierlich zurückgeht, war die KSČM 2015 mit rund 49.000 Mitgliedern vor der KDU-ČSL (rund 27.500) noch immer die mit Abstand größte tschechische Partei, bezogen auf die Zahl der Parteimitglieder. Die Mitgliederzahl ging bis 2021 auf unter 30.000 zurück.

## Entstehung
Die KSČM wurde am 31. März 1990 als Nachfolgepartei der Kommunistischen Partei der Tschechoslowakei (KSČ) gegründet.
Die Entscheidung zur Umgestaltung der Staatspartei und zur Gründung zweier getrennter Parteien wurde auf dem XVIII. (außerordentlichen) Parteitag der KSČ am 20./21. Dezember 1989 gefällt. Da die KSČ sowohl Tschechien als auch die Slowakei repräsentierte, wurde nach dem Zerfall der Tschechoslowakei eine Neuordnung nötig.

## 2000er-Jahre: Höhepunkt der Popularität

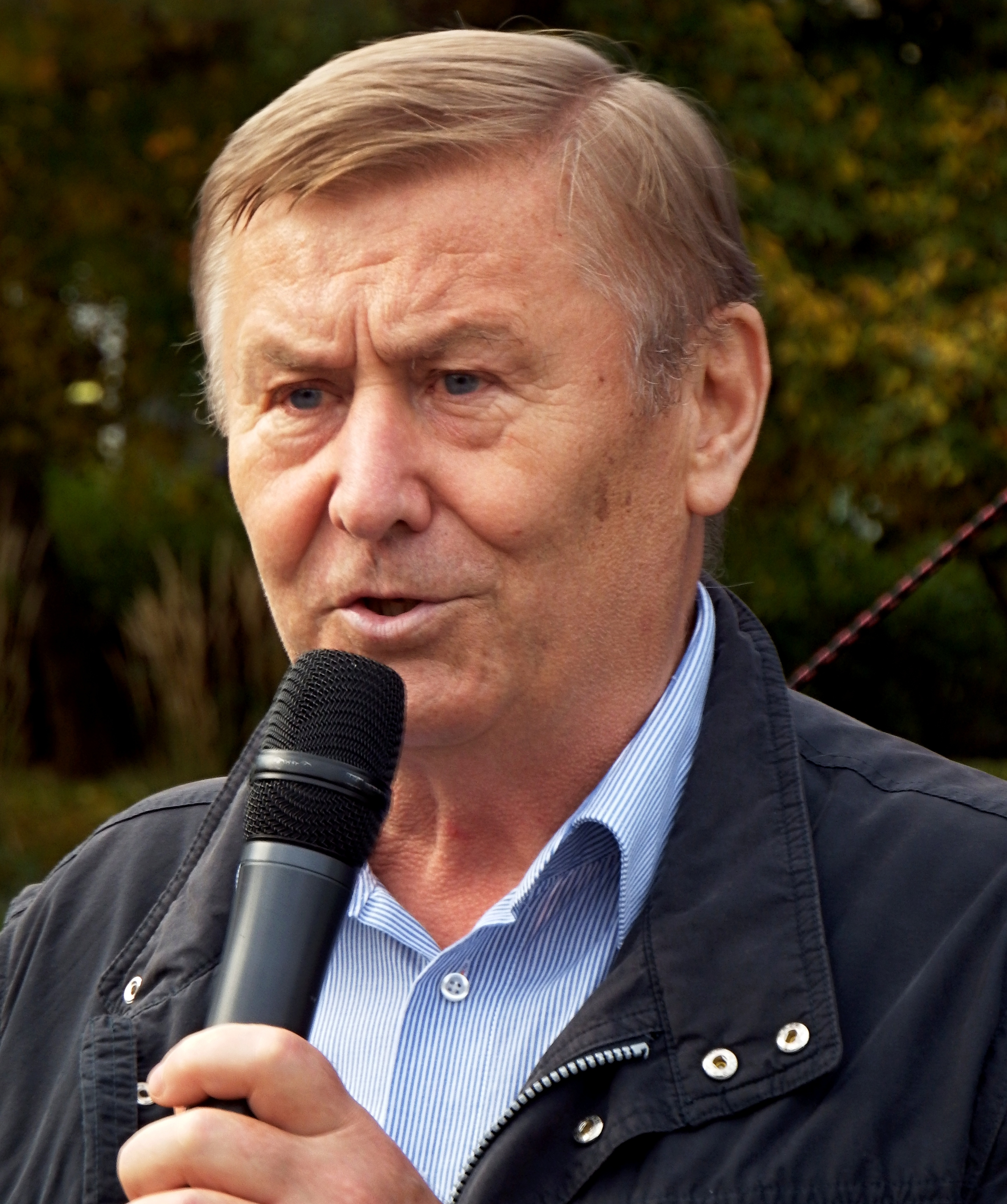
Miroslav Grebeníček war von 1993 bis 2005 Vorsitzender der KSČM

Bei der Abgeordnetenhauswahl in Tschechien 2002 erhielt sie 18,5 % der abgegebenen Stimmen, ihr bestes Ergebnis seit der Einführung von freien Mehrparteienwahlen im Jahr 1990. Damit war sie mit 41 Abgeordneten die drittstärkste Fraktion im Parlament. Bei der Europawahl 2004 wurde sie mit sechs von 24 Sitzen zweitstärkste Partei in Tschechien. Bei der Parlamentswahl im Sommer 2006 musste die KSČM jedoch herbe Verluste einstecken und verlor ungefähr ein Drittel aller Stimmen und Abgeordnetenmandate.
Die Partei unterhielt eine Jugendorganisation unter dem Vorsitz von Milan Krajča, den Kommunistischen Verband der Jugend (KSM), der am 2. Oktober 2006 durch das Innenministerium der Tschechischen Republik verboten wurde. Anfang November desselben Jahres beschloss das Oberhaus die Einsetzung einer Prüfungskommission, um die Verfassungstreue der KSČM zu überprüfen.
Nach den Wahlen zu den Parlamenten der Regionen Tschechiens am 17./18. Oktober 2008 bildete die KSČM als Juniorpartner zusammen mit der ČSSD in den Regionen Karlovarský kraj und Moravskoslezský kraj Regierungskoalitionen und toleriert in den Regionen Plzeňský kraj, Středočeský kraj und Kraj Vysočina die ČSSD-Minderheitsregierung. Damit ist die Partei zum ersten Mal seit 1989 in Tschechien auf der zweiten Verwaltungsebene wieder an Regierungsverantwortung beteiligt.

## Entwicklung in den 2010er-Jahren

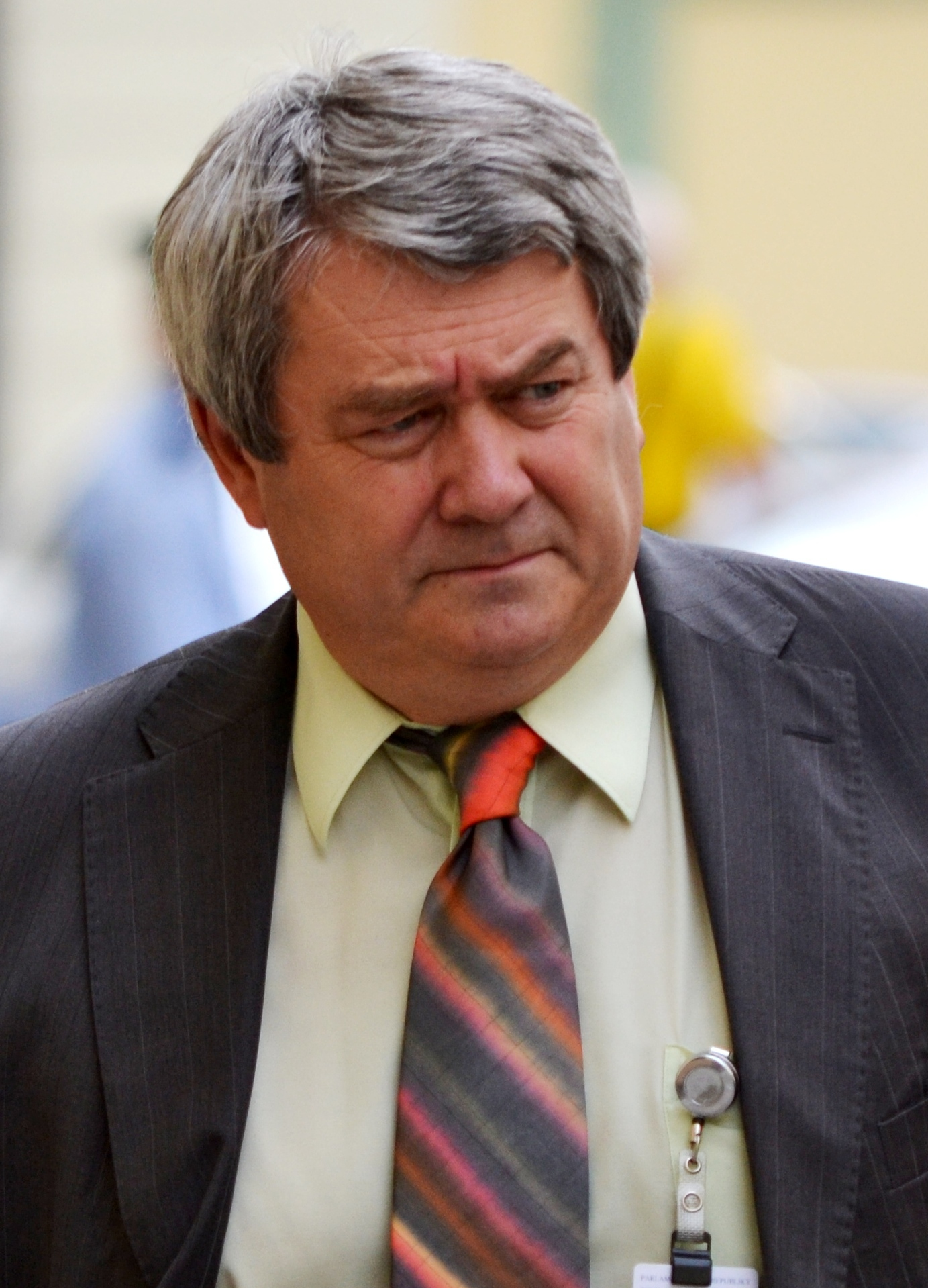
Vojtěch Filip führte die Partei von 2005 bis 2021

Diese gute Position konnte die KSCM bei den Regionalwahlen am 12./13. Oktober 2012 ausbauen. Sie gewann in allen Regionen deutlich hinzu und wurde in den Regionen Ústí nad Labem und Karlový Vary sogar stärkste Kraft. In der Region Ústí stellte die Partei nach diesen Wahlen mit Oldřich Bubeníček erstmals seit 1990 einen Hejtman (bis 2020).
Die KSČM, die als Beobachterin an der Europäischen Linken (EL) partizipiert, war 2013 an der Gründung der Initiative kommunistischer und Arbeiterparteien Europas (INITIATIVE) beteiligt, schloss sich dieser jedoch nicht an.
Bei den vorgezogenen Wahlen zum Abgeordnetenhaus am 26. Oktober 2013 konnte die KSČM leicht zulegen (+ 3,64 %) und kam auf 14,91 % der Stimmen bzw. 33 Mandate. Im Senat war 2013 mit zwei von 81 Senatoren vertreten, die sich mit den zwei Senatoren der Partei der Bürgerrechte – Zemans Leute und dem Senator der Regionalpartei Severočeši.cz zu einer gemeinsamen Fraktion zusammengeschlossen haben.

## Tolerierung der Regierung Babiš (2017–2021) und außerparlamentarische Opposition seit 2021
Die Parlamentswahlen 2017 endeten für die Partei mit 7,76 % und nur noch 15 von 200 Abgeordneten mit einem historisch schlechten Ergebnis. Allerdings wurde die Partei nun erstmals auch auf nationaler Ebene in die Regierungsbildung miteinbezogen. Premierminister Andrej Babiš bildete eine Minderheitsregierung seiner Partei ANO 2011 und den Sozialdemokraten, welche sich im Rahmen eines Tolerierungsabkommens bis zum 13. April 2021 auf die Stimmen der KSČM stützte.
Bei den Wahlen 2021 musste die KSČM erneut starke Verluste hinnehmen und verfehlte mit einem verbliebenen Stimmenanteil von 3,60 % das erste Mal seit der Samtenen Revolution 1989 den Wiedereinzug ins tschechische Abgeordnetenhaus. Der Vorsitzende Vojtěch Filip legte seine Ämter nieder; als Nachfolgerin wurde am 23. Oktober 2021 Kateřina Konečná gewählt.
Die Partei war Besitzerin des Verlages der bis 2022 erscheinenden tschechischen Tageszeitung Haló noviny.
Nach der Europawahl 2024 trat die Partei nach 20 Jahren aus der Fraktion der Linken im Europaparlament aus, eine geplante gemeinsame Fraktion unter Führung des deutschen BSW kam aufgrund fehlender anderer Abgeordneten nicht zustande.

## Wahlergebnisse

### Abgeordnetenhauswahlen
| Jahr | Stimmenanteil | Sitze |
| ---- | ------------- | ----- |
| 1990 | 13,2 %        | 33    |
| 1992 | 14,1 %        | 35    |
| 1996 | 10,3 %        | 22    |
| 1998 | 11,0 %        | 24    |
| 2002 | 18,5 %        | 41    |
| 2006 | 12,8 %        | 26    |
| 2010 | 11,3 %        | 26    |
| 2013 | 14,9 %        | 33    |
| 2017 | 7,76 %        | 15    |
| 2021 | 3,60 %        | 0     |

### Senatswahlen
| Jahr | Stimmenanteil                               | Gewonnene Sitze |
| ---- | ------------------------------------------- | --------------- |
| 1996 | 14,3 % (1. Wahlgang) 2,0 % (2. Wahlgang)    | 2               |
| 1998 | 16,5 % (1. Wahlgang) 5,8 % (2. Wahlgang)    | 4               |
| 2000 | 17,8 % (1. Wahlgang) 13,0 % (2. Wahlgang)   | 3               |
| 2002 | 16,5 % (1. Wahlgang) 7,0 % (2. Wahlgang)    | 3               |
| 2004 | 17,4 % (1. Wahlgang) 13,6 % (2. Wahlgang)   | 2               |
| 2006 | 12,7 % (1. Wahlgang) 4,5 % (2. Wahlgang)    | 2               |
| 2008 | 14,1 % (1. Wahlgang)                        | 3               |
| 2010 | 10,23 % (1. Wahlgang)                       | 2               |
| 2012 | 17,44 % (1. Wahlgang) 15,50 % (2. Wahlgang) | 2               |
| 2014 | 9,74 % (1. Wahlgang)                        | 1               |
| 2016 | 9,50 % (1. Wahlgang) 1,35 % (2. Wahlgang)   | 1               |
| 2018 | 7,38 % (1. Wahlgang) 0,86 % (2. Wahlgang)   | 0               |
| 2020 | 4,11 % (1. Wahlgang)                        | 0               |

### Regionalwahlen
| Jahr | Stimmenanteil | Sitze |
| ---- | ------------- | ----- |
| 2000 | 21,14 %       | 161   |
| 2004 | 19,68 %       | 157   |
| 2008 | 15,3 %        | 114   |
| 2012 | 20,43 %       | 182   |
| 2016 | 10,55 %       | 86    |
| 2020 | 4,75 %        | 13    |

### Kommunalwahlen
Bei den Kommunalwahlen im November 2002 wurden nach Angaben der KSČM 5799 KSČM-Kandidaten Stadtrat, 374 Bürgermeister.
Bei den Wahlen im Oktober 2006 waren es 4268 Stadträte und 284 Bürgermeister.

### Europawahlen
| Jahr | Stimmenanteil | Sitze |
| ---- | ------------- | ----- |
| 2004 | 20,3 %        | 6     |
| 2009 | 14,2 %        | 4     |
| 2014 | 11,0 %        | 3     |
| 2019 | 6,94 %        | 1     |
| 2024 | 9,6 %         | 1     |